# Secret of the Nile
Le Secret du Nil (جراند اوتيل, Jaranid Awtil : Grand Hôtel) est une série télévisée égyptienne de trente épisodes sortie sur la chaîne Capital Broadcasting Center le 6 juin 2016. Il s'agit d'une adaptation de la série espagnole Gran Hotel (2011).
La série est ensuite la première série égyptienne diffusée sur la plate-forme Netflix lorsqu'elle y apparaît en 2018. 

## Synopsis
Égypte, 1950. Ali prend le train pour Assouan. Il veut voir sa sœur Doha qui travaille au Grand Hôtel. Arrivé sur place, il apprend par un membre du personnel, Amin, que Doha a été renvoyée pour vol il y a un mois et que personne ne sait où elle est.
Par le même train est arrivée Nazly, rentrée de Londres où elle fait ses études pour retrouver sa famille qui dirige l'hôtel. Sa mère, Madame Kesmat, lui révèle qu'elle va nommer directeur Mourad, le futur fiancé de Nazly, et non Ehsan, le mari d'Amal, sa fille et la sœur de Nazly.

## Distribution
- Amr Youssef : Ali/Fouad
- Amina Khalil : Nazly
- Ahmed Dawood : Mourad Hefzy
- Mohamed Hatem : Ehsan Barakat
- Muhammad Mamdooh : Amin
- Ragaa Al-Gidawy : Enayat Hanit
- Doaa Saif Aldeen : Aldeen
- Anouchka : Madame Kesmat
- Sawsan Badr (en) : Madame Sakina
- Amira El Hawary
- Dina El Sherbiny: Ward
- Nada Musa : Amal
- Sherine : Madame Fakhr

## Production

### Attribution des rôles
L'un des rôles principaux est donné à Anouchka, dont la présence a été remarquée par la critique : « Si l'ensemble de la distribution est excellent, la chanteuse et actrice Anouchka domine la série avec son interprétation savoureuse d'un personnage de veuve cynique, manipulatrice et malfaisante ».

### Tournage
La tournage a lieu à l'Old Cataract, un célèbre palace d'Assouan construit en 1899. 

### Fiche technique
- Création : Tamer Habib
- Scénario : d'après la série espagnole Gran Hotel (2011)
- Réalisation : Mohamed Shaker
- Photographie : Taimour Taimour
- Montage : Ahmed Hafez
- Musique : Amin Bouhafa
- Production : Beelink Productions et Eagle Films
- Langues : arabe égyptien

## Épisodes
La série compte trente épisodes sans titres.